# ستره لری

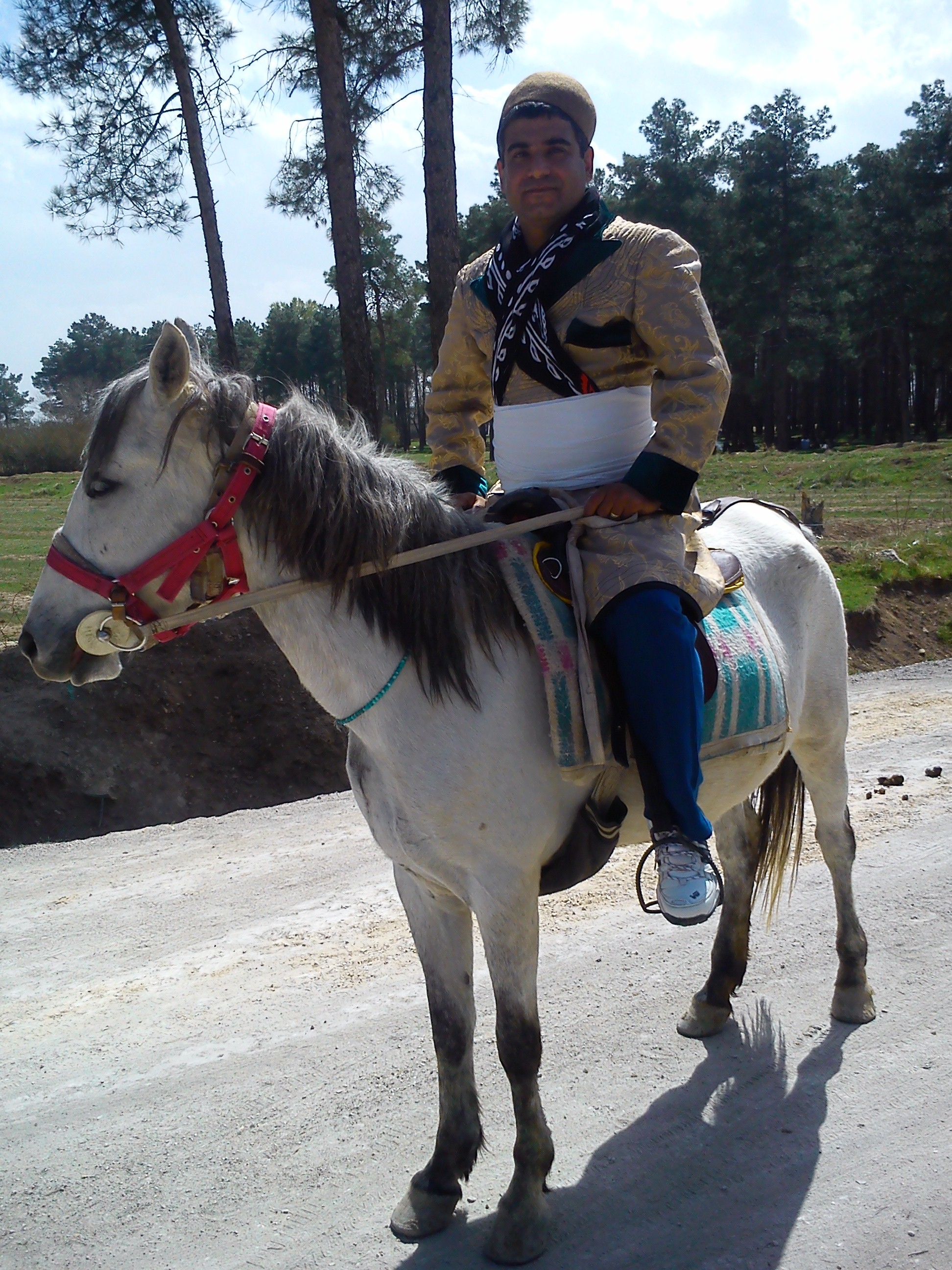
شال و ستره… لباس لری

سِتره یا قَوه نام قبای مخصوصی است که اندازه آن تا زیر زانو بوده و مردان لر بیشتر آن را در مراسم رسمی استفاده می‌کنند. این پوشش از قدمی‌ترین پوشاک مردم ایران است. مردان لر ستره را همراه با شال که پارچهٔ بلند و سفیدی است به عرض ۹۰–۶۰ سانتی‌متر و به طول ۹–۶ متر است می‌بندند و به آن «شال و ستره» می‌گویند.

## ریشه نام
سترة در زبان عربی به معنای پوشش و لباس است. در بین زردشتیان نیز پیراهن سفید رنگ بدون آستینی به نام سُدره وجود دارد. که به صورت سُتره هم تلفظ می‌شود.